# Thamco
Thamco va ser una empresa brasilera, fabricant de carrosseries d'autobusos. Un dels seus dissenys més coneguts va ser l'òmnibus de la CMTC (Companhia Municipal de Transportes Coletivos) anomenat «Fofão», que tenia dos pisos i que recordava els autobusos urbans de Londres.
L'empresa va exportar models a països com El Salvador, Costa Rica, República Dominicana, Xile, Bolívia, Paraguai, Uruguai, Veneçuela, Equador, i el Perú, entre d'altres.
En 1996, Thamco va traspassar part de la seva planta a Neobus, que tres anys més tard es va traslladar a Rio Grande do Sul. Actualment, encara es podien trobar models forts i pesats, repartits en diverses ciutats brasileres, especialment a les zones rurals de difícil accés, que operen les petites empreses i/o particulars, fets que demostren la resistència i durabilitat.

## Història
La Thamco Indústria e Comércio de Ônibus Ltda. es va establir en 1985 a São Paulo (Brasil), quan l'empresari Antônio Thamer Butros, de la branca de seguretat i de frigorífics, va administrar els béns de la fallida Còndor durant un període de sis mesos (el nom de l'empresa va resultar la unió de les primeres lletres de Thamer i Còndor). El contracte d'arrendament es va renovar per altres sis mesos, fet que li va permetre esborrar els deutes i va sol·licitar la suspensió de la fallida, i el control de l'empresa va ser transferida al nou propietari.
Al setembre de 1985 va presentar la seva primera carrosseria, l'autobús urbà Falcão, amb estructura d'alumini.
En 1986, va diversificar de la línia al proporcionar un projecte d'autobús interurbà de baix cost per al turisme i de distàncies curtes, denominat TH-260-R. Muntat sobre un xassís de Mercedes-Benz OF i amb la carrosseria del Padron 260 seria, segons les seves pròpies paraules, «d'un 40% a un 50% més barat que qualsevol carrosseria interurbana de gran luxe, inviable tant per al lloguer com per al turisme». A l'agost, el model va ser introduït en la versió amb motor posterior, per a les rutes mitjanes, rebent el nom de Pegasus.
Aquest model va ser seguit per l'autobús urbà Padron Águia. Malgrat els esforços de diversificació, va ser amb vehicles urbans que l'empresa es va consolidar en el mercat. Tot i que la política de fixació de preus artificialment baixos tindria un impacte en la qualitat de les masses, la producció va créixer més d'un 370% en tres anys, el que porta al nou anunci de la construcció de plantes en Caieiras (São Paulo), on es van concentrar les activitats de fabricació, i a continuació es van dispersar per sis llocs diferents en São Paulo. La mudança cap a una altra ciutat va ocòrrer en 1990, a Guarulhos.
Entre 1987 i 1988, l'operador de transport de São Paulo, la CMTC, va dissenyar i va construir el prototip d'un autobús de dos pisos, el primer país en dècades, inspirat directament en els autobusos urbans britànics i adaptat per a xassís brasiler Scania K 112, l'únic que era adequat a la nova aplicació. Aquest model va ser conegut popularment com a «Dose Dupla» o «Fofão».
Ja produïts en la nova planta a Guarulhos, el Scorpion, el primer disseny propi d'autobús urbà de Thamco, va ser llançat a principis de 1990. La baixa qualitat del disseny i la fabricació dels cossos amb acer va ser evident quan es van començar a fabricar aquest model; aviat va mostrar greus problemes estructurals amb esquerdes en les columnes i juntes al sostre, problemes que no passaven amb les versions d'alumini. Per resoldre els defectes, en 1992 es va rellançar el Scorpion amb millores estructurals.
En 1.990, per atendre la demanda del Ministeri d'Educació, va preparar un prototip d'autobús escolar anomenat Aquarius, al que es van afegeir diversos elements de seguretat característics d'aquesta categoria de vehicles. Aquest mateix any, Thamco va procedir a les seves primeres exportacions a Xile i Uruguai.
La gestió imprudent de l'empresa, sempre girant al voltant de la pràctica dels preus baixos en detriment de la qualitat, finalment la va portar a la pèrdua de mercat, la pèrdua de la producció i la crisi financera. Al 1993, van començar els endarreriments de salaris, acomiadaments de treballadors, la producció totalment es va paralitzar. En 1996, Thamco va traspassar part de la seva fàbrica a l'empresa Neobus.

## Models[2]

### Microbús
- Aquarius (1994 - 1996)
- Genesis (1994 - 1996)

### Autobús urbà
- Padron Falcão (1985 - 1986)
- Padron Águia (1986 - 1989)
- Scorpion (1990 - 1994)
- Dinamus (1994 - 1996)

### Autobús interurbà
- Oda (1988 - 1989)
- TH-260-R (1986 - 1989)
- Pégasus (1986 - 1991)
- Gemini (1989 - 1989)
- Taurus (1993 - 1996)